# T型槽螺母
T 形槽螺帽，以定位和固定車間中正在加工的工件。T 型槽螺帽沿著 T 形槽軌道滑動，該軌道設置在工作台或銑床、鑽床或帶鋸的工作台上。T 形槽螺帽也與 T 形槽結構框架一起使用來建造各種工業結構和機器。
T 形槽螺栓通常比 T 形槽螺母和六角頭螺絲更堅固。
帶有 ISO 公制螺紋的重型 T 形槽螺母的額定支撐力為 10000 牛頓（靜止狀態下約 1 長噸）。
40×40 型材（40 毫米x 40 毫米，帶有8 毫米凹槽）擠壓鋁型材和安裝在其中的T 形槽螺母構成了item Industrietechnik 於1980 年開發的第一個用於機械工程的模組化系統。此後，item 鋁框架系統已擴展到包括各種專為特定應用而設計的 T 形槽螺母.  
該物品系統與某些玩具中使用的“通道和凹槽設計”非常相似。

## 進一步閱讀
- Erik Oberg et al. "T-Bolts, slots, nuts and tongues" (2008). Machinery's Handbook, 28th ed. New York: Industrial Press. p. 1632–1634.
- ASME B5 standards committee
- ANSI/ASME B5.1M-1985 (R1998) standard, "T-Slots: Their Bolts, Nuts, and Tongues."